# Speccy
Speccy – rozwijany przez firmę Piriform, darmowy program dostarczający informacji o systemie komputerowym. Speccy dostarcza użytkownikom informacji o ważnych parametrach komputera, takich jak: model i szybkość procesora, parametry karty graficznej, karty dźwiękowej, dysku twardego, pamięci RAM i innych. Pozwala też monitorować temperatury poszczególnych podzespołów komputera.